# Łukomie (województwo pomorskie)
Łukomie – osada w Polsce położona w województwie pomorskim, w powiecie chojnickim, w gminie Chojnice. 
Osada położona na obszarze Zaborskiego Parku Krajobrazowego, wchodzi w skład sołectwa Charzykowy.